# スタッドレスタイヤ

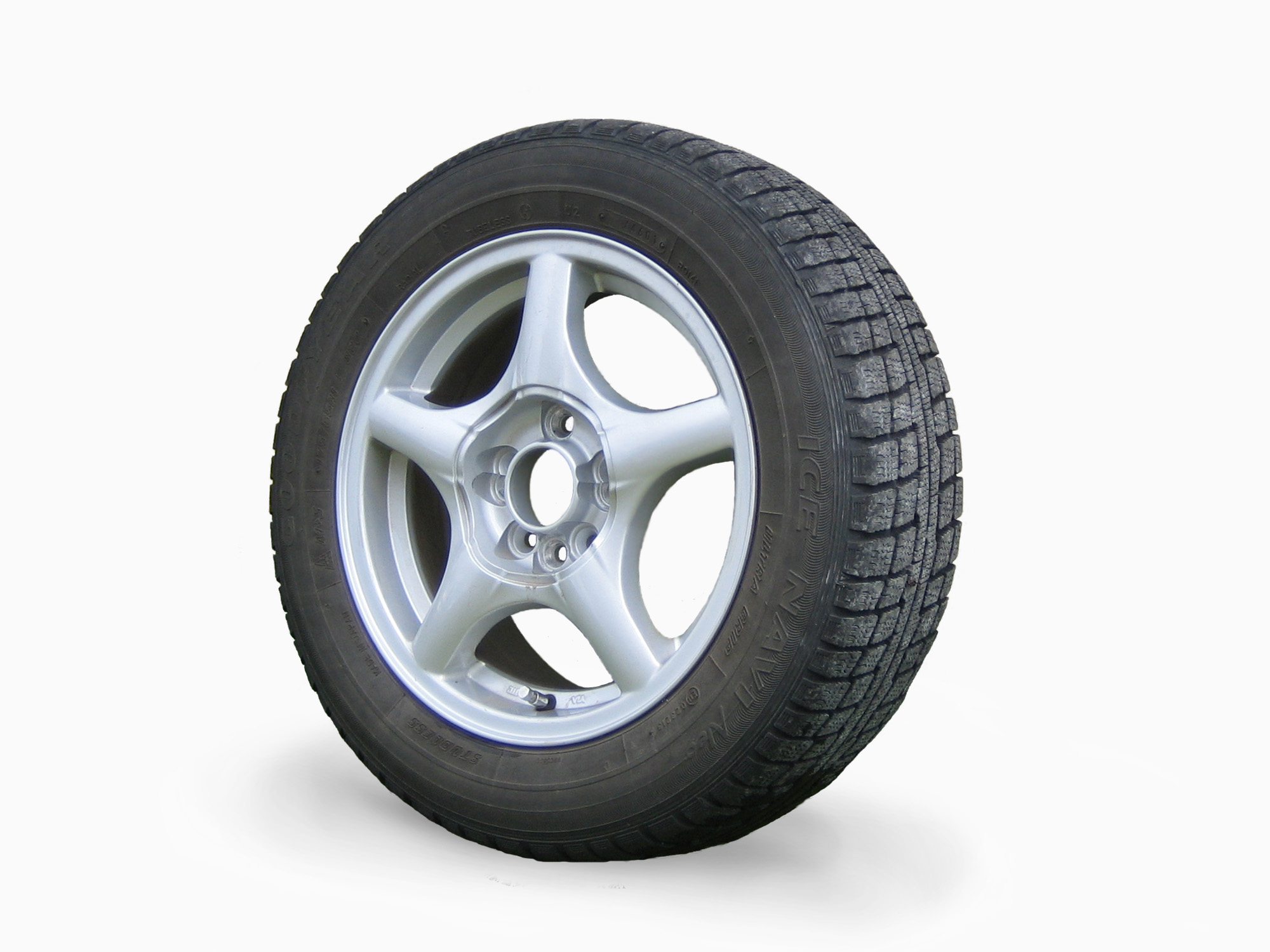
スタッドレスタイヤ

スタッドレスタイヤ（英: studless tire）は、自動車が積雪路や凍結路などの冬季路面を走行するために開発されたスノータイヤの一種である。積雪路や凍結路の摩擦係数が低い路面で、普通のタイヤに比して駆動力や制動力をより大きく路面に伝える工夫がされている。従来のスパイクタイヤとの対比で、スタッド（スパイク）のないタイヤであることから、このように呼ばれている。スパイクタイヤの問題点を克服し、旧来のスノータイヤをスパイクなしでも問題なく運用できる性能とすべく開発された。
一般的な略称はスタッドレス。また豪雪地域を中心に冬季にスタッドレスタイヤを使用する場合は冬タイヤと呼ばれ、冬季以外に使用する普通のタイヤ（ノーマルタイヤ）を夏タイヤと呼ぶ。またスタッドという略称を用いる地方もある。

## 開発の背景
1970年代から本格的に普及したスパイクタイヤは、それまでのスノータイヤに金属製（主にバナジウム鋼）のスパイクピンを埋め込んだもので、ピンを埋め込まないスノータイヤに比べて特に凍結路で非常に安定した走行が可能であった。
しかし、積雪のない舗装路をスパイクタイヤで走行すると、スパイクがアスファルト路面を削るため、道路を傷めて粉塵（車粉）を発生させることから、日本では札幌市や仙台市など積雪量と交通量のどちらも多い大都市部において、粉塵の影響により目・鼻・のどの疾病や気管支喘息を悪化させるなどの健康被害（車粉公害）が発生しており、特に仙台では、積雪の多い郊外から来た自動車が、スパイクタイヤを履いたまま積雪のほとんどない中心部に乗り入れるため、粉塵被害が顕著に表れた。このような社会環境の中、1982年にミシュランから、スタッドレスタイヤの日本販売が開始された。
冬用タイヤとしては古くからスノータイヤがあるが、スノータイヤは深い雪道を走破するためのタイヤであり、凍結路を走る能力を十分に備えておらず、スタッドレスタイヤとは違う種類のタイヤである（サイドウォールにそれぞれSNOW、STUDLESSと明記されている）。
しかし、現在の日本では、乗用車用のスノータイヤは競技用や作業車用を除いてほとんど販売されておらず、スパイクタイヤの販売および使用も1990年（平成2年）6月27日に公布・施行されたスパイクタイヤ粉じんの発生の防止に関する法律により規制されているため、事実上冬タイヤは特に断りが無い限りスタッドレスタイヤを指す単語となっている（日本自動車タイヤ協会の案内では、スタッドレスタイヤが〔圧雪路◎、凍結路○〕となっているのに対し、スノータイヤは〔圧雪路○、凍結路△〕となっており、スノータイヤは旧基準の規格と分かる）。
ただし、二輪車（自転車および原動機付き自転車）用としては、現在でもスノータイヤが販売されている。一般に冬タイヤ＝スタッドレスタイヤという認識から、こちらもスタッドレスタイヤと呼ばれる事が多いが、前述のように両者は明確に区分されている規格であり、これは誤りである。

## 構造

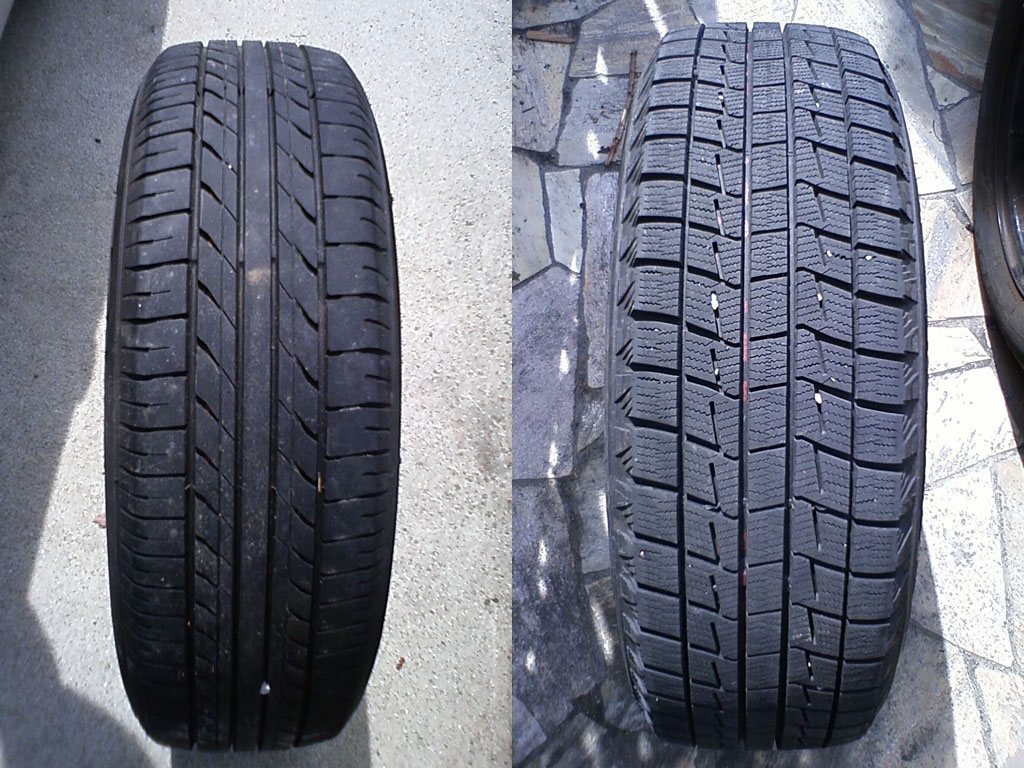
普通タイヤとの比較 右がスタッドレスタイヤ

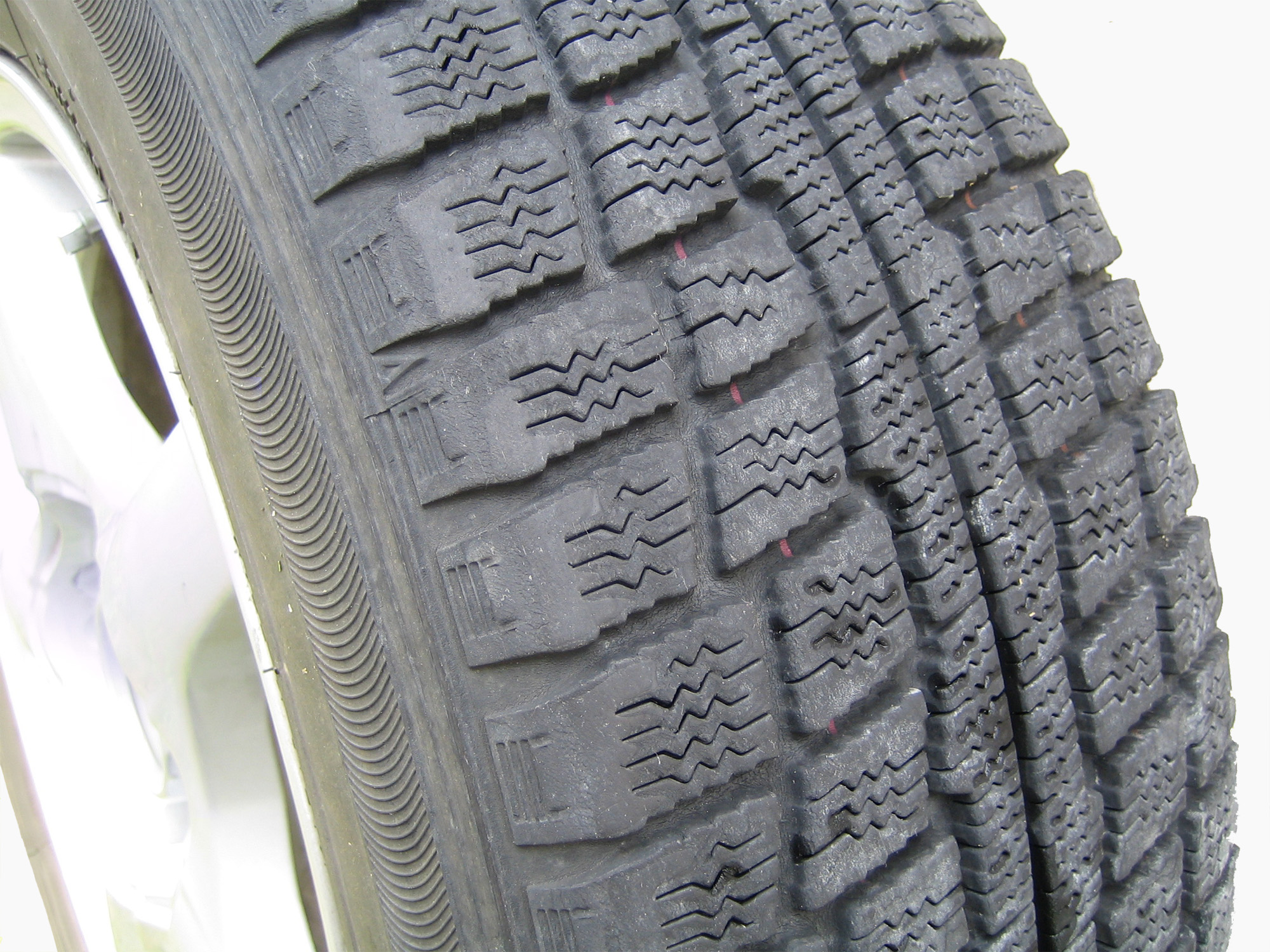
接地部分。通常のタイヤと溝の構造が異なる

スタッドレスタイヤは積雪路や凍結路での走行を目的としており、普通タイヤに比べて以下のような特徴がある。
深い溝
スタッドレスタイヤのトレッド面には、普通のタイヤより深い溝がみられる。これは、雪を踏み固めたときに溝のパターン状の雪柱を作り、その雪柱をけりだす「雪柱剪断力」によって駆動力（トラクション）を得るためである。また、接地面で溝に噛んだ雪はタイヤが回転する間に溝から剥がれ落ち、再度接地したときには、新たに雪を噛む動きをする。ただし、スノータイヤとの比較では、接地面積とエッジの多さで勝るため圧雪や凍結路面には強いものの、溝が狭くブロックも変形しやすいため大きな雪柱剪断力は得られず、深い雪や水分の多い雪に対しての性能では劣る。
サイプ
スタッドレスタイヤの溝を構成するブロックにサイプと呼ばれる細かい溝が切られている。氷上の表面に存在する水膜をサイプ内に取り込む効果があり、雪上ではブロックとサイプのエッジで雪を咬む事でグリップ力を確保している。
コンパウンド
スタッドレスタイヤのゴムは低温でも路面への密着に必要な柔軟さを失わず、また常温でも溶けないよう通常のタイヤとは異なるゴムを使用している。また、凍結路でのグリップを向上させるために気泡を含んだゴムを使って吸水・吸着効果・柔軟性の維持を向上させたり、ガラス繊維やクルミの殻（トーヨー）、鶏卵の殻などを練りこんで引っ掻き効果を持たせるなど、メーカーにより独自の工夫が凝らされている。初期はサイプやパターンでいかに摩擦を稼ぐかという目的が主体で、試行錯誤の中からユニークなタイヤも出現した。例としては、タコの吸盤のようになっているパターンのタイヤや、ゴムのイボ状の突起をつけたもの、ブロックの周囲に壁を設けてワイパー状態の構造などがあった。いずれもアイデアとしてはユニークではあったが、効果としてはさほど効力が無い事から随時現在の状態になっている。
慣らし運転
スタッドレスタイヤのコンパウンドにはそれぞれ気泡を混入させたり、ひっかき素材である異物を製造時から混ぜるなどを行い各社がそれぞれ独自のアイデアの導入・性能確保により製造しているが、それらコンパウンドに取り込まれた滑り止め素材類は表面に出なければ効果が得られないため、各社とも積雪前の慣らし運転を推奨している。制限速度内で約500キロ程度を走行することで、一皮剥けた状態になりコンパウンド内の気泡や異物類が表面に出てきて効果を発揮する。ただし、積雪時に購入するなど慣らし運転が出来ない場合もあり初期性能確保の観点から91年発売のブリヂストンMZ-01から製造時にコンパウンド表面へ微細な溝を設けて路面の水膜を除去しやすく加工されるようになった。他社も2000年頃から導入し大手ではミシュランが2012年製造のX-Ice3から導入している。

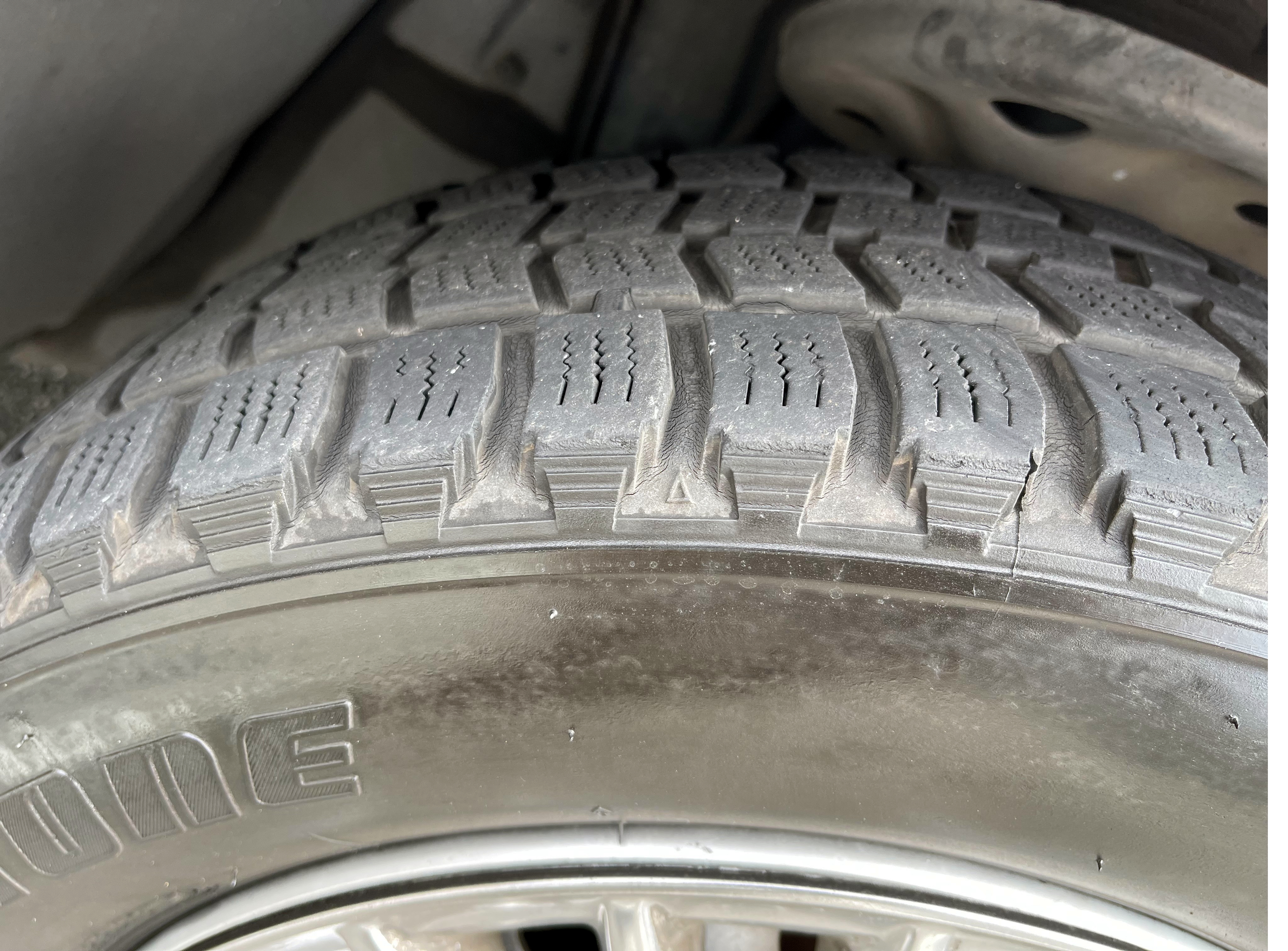
プラットホーム（左、サイドウォールとトレッドの境目近くの△から見て左上でかつ内周側にある上矢印(↑)の先）とスリップサイン（右、△の右上）
このタイヤはすでにプラットホームまで露出している。

この構造が良好な状態に保たれていなければ、期待される性能を発揮できなくなる。特に溝の深さが新品状態に比べて半分以下になった場合、雪を噛み込んでグリップすることが不十分となり雪上用タイヤとして使えなくなる。通常のタイヤには磨耗による使用限度を示すスリップサインが仕組まれているが、スタッドレスタイヤにはこのスリップサインとともに、すべり止め装置としての使用限度を示すサイン（プラットホーム）も仕組まれている。また、溝があっても実用限度を超えた長期使用やオフシーズンの保管状態が悪かったりすると、一般タイヤ同様、ゴムが劣化し、走行に影響を与える。新品のままでも氷上性能は摩耗した状態よりも低く、グリップ力が得られない事も多い。

## 問題点
スタッドレスタイヤは万能ではない。以下のような問題点がある。スパイクタイヤが禁止となる前には、スタッドレスタイヤの性能不足による冬季の交通事故増加が懸念されていたが、事故件数自体は増加したものの、死亡事故については減少していることから、問題点としては取り上げない。
ツルツル路面（ミラーバーン）
交差点で停止、発進が繰り返されることで、スタッドレスタイヤが圧雪路面を磨きあげ、鏡のような路面が出現する。スパイクタイヤではミラーバーンが生成されることはまれだったが、ゴムの面を当てて氷上でのグリップを生むスタッドレスタイヤの普及に伴って交差点や坂道などで平滑なアイスバーンが生成されやすくなった。このような路面はスタッドレスタイヤ装備の自動車・歩行者とも滑りやすい。また「ブラックアイスバーン」と呼ばれる、液体と固体（塊）の見分けがつきにくい路面状態となる場合もあり、それが原因によるスリップ事故が起こりやすいともされている。
凍結防止剤などの使用量増加
スパイクタイヤの規制とスタッドレスタイヤの普及に伴い、塩化カルシウムなどの凍結防止剤の使用量が増加し続けており、環境や車体への影響などが懸念されている。この問題については国土交通省でも影響調査が行われている。
温暖な地域での積雪時
スタッドレスタイヤは0℃を数度下回る温度以下で本来のグリップ力を発揮する。普段降雪のない温暖な地域において、まれに路面に積雪したような時には路面温度は氷点下前後のためにタイヤ作動温度領域から外れるので、スタッドレスタイヤを過信するとかえって危険を招くことがある。逆にノーマルタイヤは気温低下と共にゴムの硬化で本来のグリップ力が発揮出来なくなる。その性能の逆転する分岐点は摂氏7度前後であり、例え積雪時に摂氏0度前後であったとしてもこの条件ではスタッドレスタイヤの方が安全である。
夏季での使用
ハイドロプレーニング現象に対する耐性が低い（排水性が悪い）メーカーの物もあるので、降雨時の高速走行には注意が必要。
低温時に硬化しにくい材料を使用しているため、夏期の使用においては柔らかくなりすぎるためにグリップ力を得にくくなる。また、同一サイズのノーマルタイヤに比べて対応速度も低いため、グリップ力が低下する特性と合わせて夏期の高速走行は注意すべきである。
建設機械での使用
ホイールローダーなどの建設機械においてはスタッドレスタイヤは使用出来ない。
このような車両は一般的に車重が数t以上あり、スタッドレスでは過酷な使用条件と重量に耐えることができず、それに耐えられる頑丈さが求められるためである。
一般的にスパイクタイヤもしくはノーマルタイヤにタイヤチェーンを装着した上で作業を行っている。

## スタッドレスタイヤへの過信
スタッドレスタイヤへの過信は禁物である。
タイヤ公正取引協議会にタイヤメーカーのスタッドレス性能試験データが出ている。
メーカースタッドレスタイヤを装着する事により、雪道での滑りやすさは低減するが、完全に防ぐものではない。また、高速道路を走行する際や急な坂道を走行するにはスタッドレスタイヤであってもタイヤチェーンを装着しなければならない場合があるため、注意が必要である。
ときおり前輪または後輪のみにスタッドレスタイヤを使用している例もあるが、本来は駆動方式問わず全車輪装着を想定しているため、タイヤが十分な性能を発揮できない場合があり、非常に危険な行為である。

### サイドウォールの表記
スタッドレスタイヤのサイドウォールにはスノータイヤの一種であることを示すSNOW表記およびスタッドレスタイヤであることを示すSTUDLESS表記の他に、タイヤサイズ表記の周囲にマッド+スノー(MUD+SNOW)を示すM+Sという略号が表記されている事が多い。
これはスタッドレスタイヤが浅い雪道を走破することを前提に設計された関係上、同じように表面が柔らかい砂地や泥濘地でもある程度のグリップ性能が発揮できるためにこのような表記が成されている。しかしオフロードでの絶対的なトラクション性能はマッドテレーンタイヤには遠く及ばない上、スタッドレスタイヤの柔らかいトレッドはオフロード走行の際に石などによるブロック欠けを起こしやすいため、「一応」オフロードも走ることができる程度の認識で使用するのが無難である。
なお、北欧や欧米などで販売されるスタッドレスタイヤにはマッド＋スノー表記の横に雪の結晶があしらわれた山のエンブレムが記載されていることがある。このエンブレムはスリーピークマウンテン・スノーフレークマーク（Three-Peak Mountain Snow Flake（3PMSF）、Severe Service Emblem）と呼ばれ、極めて厳しい寒冷地においても十分な性能を示すことをASTMの公的試験によって認証されたタイヤであることを示している。これはオールシーズンタイヤやオールテレーンタイヤなどのスタッドレスタイヤ以外のマッド+スノータイヤと、真の意味で厳冬期に対応したタイヤであるスタッドレスタイヤを明確に区分するための表記であり、オールシーズンタイヤの通年利用が盛んであった欧米ならではのマークである。